# ایگور تاشفسکی
ایگور تاشفسکی (انگلیسی: Igor Taševski؛ زادهٔ ۲۵ ژوئیهٔ ۱۹۷۲) بازیکن سابق فوتبال اهل صربستان است که در پست مدافع بازی می‌کرد.